# (2411) Zellner
(2411) Zellner (1981 JK; 1952 UP1; 1961 GB; 1961 JE; 1964 CF; 1972 TF8; 1974 EN) ist ein ungefähr acht Kilometer großer Asteroid des inneren Hauptgürtels, der am 3. Mai 1981 vom US-amerikanischen Astronomen Edward L. G. Bowell am Lowell-Observatorium, Anderson Mesa Station (Anderson Mesa) in der Nähe von Flagstaff, Arizona (IAU-Code 688) entdeckt wurde.

## Benennung
(2411) Zellner wurde nach dem US-Amerikaner Benjamin H. Zellner benannt, der Astronom an der University of Arizona in Tucson ist.